# Collegno
Collegno – miasto i gmina we Włoszech, w regionie Piemont, w prowincji Turyn.
Według danych na rok 2004 gminę zamieszkiwało 21 070 osób, 1170,6 os./km².

## Miasta partnerskie
- Antony, Francja
- Sárospatak, Węgry
- Wołżski, Rosja
- Neubrandenburg, Niemcy
- Cerdanyola del Vallès, Hiszpania
- San Gregorio Magno, Włochy
- Ousseltia, Tunezja
- Matanzas, Kuba
- Sarajewo, Bośnia i Hercegowina
- Hawierzów, Czechy
- Rocchetta Sant'Antonio, Włochy
- Gaiba, Włochy